# Моторское
Мото́рское — село в Каратузском районе Красноярского края. Расположено в 24 км от села Каратузское. Административный центр сельского поселения Моторский сельсовет.
Основано в 1850 году
Население — 1124 чел. (2012).

## Название
Первоначально село носило название Кундулук, от хакасского «бобровый ручей». Происхождение названия Моторское, очевидно, связано с народностью моторов (см. маторский язык), которые проживали здесь до XIX века.

## История
Первое упоминание о деревне Моторской относится к 14 января 1851 года. Её основание связывают с переселением в Енисейскую губернию 165 крестьянских семей из Вятской и Пермской губерний. Официально датой основания Моторского принято считать 1850 год.
В 1859 году был построен храм во имя святого Архистратига Михаила. 20 ноября 1878 года в храме был сильный пожар. В 1880 году освятили новый деревянный храм, при котором имелась библиотека.
Первоначально село входило в Сагайскую волость. В 1896 году из Сагайской волости была выделена Моторская волость с центром в селе Моторском. Открылась церковно-приходская школа. В школе обучалось до 130 человек.
В 1912 году в селе действовали казённая винная лавка, потребительское общество, врачебный пункт, с 1915 года при волостном правлении работала почта. 25 июля 1920 года был образован Моторский сельский Совет рабочих, крестьянских и красноармейских депутатов. В 1924 году Моторский сельсовет вошел в состав Каратузского района.
В годы коллективизации в селе организовали три сельскохозяйственные артели: «Красный путь», «Красный промысловик», «13-я победа Октября», которые к 1940 году были реорганизованы в два колхоза: «Родина» и «Красный путь». В 1959 году в результате укрупнения колхозов был образован совхоз «Моторский».

## Физико-географическая характеристика
Село расположено в пределах Южно-Минусинской котловины, на реке Кундулук (правый приток Амыла), на высоте 328 метров над уровнем моря. Рельеф переходный от мелкосопочного к равнинному. К северу расположено болото Кедровое. Почвы - чернозёмы выщелоченные, в пойме Амыла - почвы пойменные слабокислые и нейтральные и пойменные заболоченные
Расстояние до районного центра села Каратузское составляет 26 км, до ближайшего относительно крупного города Минусинск - 120 км, до краевого центра города Красноярск - 460 км.
Климат резко континентальный. Среднегодовая температура положительная и составляет +0,2 °С, средняя температура самого холодного месяца января - 21,4 °С, самого жаркого месяца июля + 19,4 °С. Многолетняя норма осадков - 577 мм, наибольшее количество осадков выпадает в тёплое время года (в июле - 99 мм). наименьшее в период с января по март (норма февраля - 16 мм)
Моторское, как и весь Красноярский край, находится в часовой зоне МСК+4. Смещение применяемого времени относительно UTC составляет +7:00.

## Население
Динамика численности населения по годам:
| 1859 | 1912 |
| ---- | ---- |
| 730  | 3292 |

| 1926 | 2010  | 2012  |
| ---- | ----- | ----- |
| 3684 | ↘1099 | ↗1124 |

## Инфраструктура
В селе работает школа, детский сад, библиотека, а также клуб, где проводятся различные общественные мероприятия.

## Известные уроженцы и жители
В селе родился председатель Законодательной палаты Великого Хурала Республики Тыва В. Г. Вальков.